# Fritz Stiedry
Fritz Stiedry (ur. 11 października 1883 w Wiedniu, zm. 8 sierpnia 1968 w Zurychu) – amerykański dyrygent pochodzenia austriackiego.

## Życiorys
Studiował prawo na Uniwersytecie Wiedeńskim, był też uczniem Eusebiusa Mandyczewskiego w Konserwatorium Wiedeńskim. W latach 1907–1908 był asystentem Ernsta von Schucha w Staatsoper w Dreźnie. Od 1914 do 1923 roku był dyrygentem Staatsoper w Berlinie. W latach 1924–1925 pełnił funkcję dyrektora artystycznego Opery Wiedeńskiej. W latach 1925–1928 występował w krajach skandynawskich, Włoszech i Hiszpanii. Od 1929 do 1933 roku był pierwszym dyrygentem berlińskiej Städtische Oper, gdzie współpracował z Carlem Ebertem przy prapremierze Die Bürgschaft Kurta Weilla (1932).
Po dojściu do władzy nazistów w 1933 roku wyemigrował z Niemiec. Od 1933 do 1937 roku przebywał w ZSRR, gdzie był dyrygentem Filharmonii Leningradzkiej. Dokonał prawykonania I Symfonii Gawriiła Popowa (1935). W 1938 roku wyjechał do Stanów Zjednoczonych. Współpracował z nowojorską New Opera Company (1941), Civic Opera w Chicago (1945–1946) i Metropolitan Opera (1946–1958). W latach 1953–1954 wystawił w Covent Garden Theatre w Londynie kompletny cykl Pierścień Nibelunga.
Zasłynął przede wszystkim jako interpretator dzieł operowych Giuseppe Verdiego i Richarda Wagnera. Popularyzował dorobek drugiej szkoły wiedeńskiej. Przyjaźnił się z Arnoldem Schönbergiem, poprowadził prawykonania jego Die glückliche Hand (Wiedeń 1924) i II Symfonii kameralnej (Nowy Jork 1940).